# Universidad Sultán Qaboos
La Universidad Sultan Qaboos, está situada en la ciudad de Al Khoudh, en la región de Mascate, Omán. Es la única universidad pública del sultanato de Omán. La universidad comenzó a funcionar en 1986, contando en ese momento con cinco facultades: Agricultura, Arte, Estudios Islámicos y Ciencias, Educación, Ingeniería y Medicina. Posteriormente fueron creadas las facultades de Comercio y Economía, Educación, Derecho y Enfermería.
La mayor parte de los estudiantes de la universidad son seleccionados sobre la base de los exámenes realizados al final de su educación secundaria. El número de alumnos ha crecido desde los 500 en el momento de la creación de la universidad hasta más de 10 mil en 2005. Más de la mitad de los estudiantes vive fuera del campus. En 2011 la universidad contaba con 15 mil estudiantes, de los cuales casi la mitad eran mujeres.